# Thiomargarita magnifica
Thiomargarita magnifica (лат.) — вид морских грамотрицательных бактерий из класса гамма-протеобактерий, обнаруженный в мангровых зарослях Карибского моря. Эта видимая невооружённым глазом, крупнейшая из известных науке бактерий достигает 2 см в длину и превосходит по этому параметру многих насекомых. По типу метаболизма T. magnifica является хемолитоавтотрофом. Клетки T. magnifica высокополиплоидны и содержат около 738 тысяч копий генома. Деление у T. magnifica асимметричное, распространение бактерии происходит на стадии апикальных почек, постепенно отделяющихся от одного из концов материнской клетки.

## Этимология наименования
Родовое название Thiomargarita, образованное от др.-греч. theion — сера и лат. margarita — жемчужина, отражает особенность внешнего вида клеток: они содержат микроскопические гранулы серы, преломляющие свет, благодаря чему создаётся впечатление, будто клетка сияет подобно жемчужине. Видовой эпитет magnifica переводится с латинского как великолепная. В целом научное наименование передаётся как «великолепная серная жемчужина».

## Строение
Thiomargarita magnifica — это видимая невооружённым глазом, крупнейшая из известных науке бактерий, длина которой достигает 2 см (ширина этих клеток колеблется в диапазоне от нескольких десятков микрометров до примерно 150 мкм). Ранее крупнейшей бактерией считалась Thiomargarita namibiensis, размер (диаметр) которой не превышает 0,75 мм. Морфологически клетки T. magnifica близки к клеткам других представителей рода Thiomargarita, обитающих в глубоководных холодных просачиваниях. На протяжении большей части своей длины клетки T. magnifica имеют стержневидную форму, однако ближе к апикальному концу клетка сужается, образуя так называемые апикальные почки, которые отделены от остальной части клетки неполными перегородками. Филаменты T. magnifica обычно состоят из нескольких клеток и имеют гладкую форму, поскольку клетки T. magnifica не имеют внеклеточного слизистого матрикса и на их поверхности не обитают эпибиотические бактерии. Средняя длина почкующейся клетки составляет 10 мм, причем на 1—4 палочковидные апикальные почки приходится примерно 0,21 мм. Исследование структуры бактерии с помощью электронной микроскопии показало, что гигантская клетка лишена внутренних септ. Полной перегородкой отделены только зрелые апикальные почки, которые располагаются на самых концах клеток и представляют собой дочерние клетки. Размеры клеток T. magnifica во много раз превосходят теоретически возможные размеры прокариотических клеток. По предположению авторов первого описания бактерии, это стало возможным благодаря развитию сложной системы внутренних мембран.
Внутри клетки T. magnifica находится огромная вакуоль, занимающая около 70—80 % объёма клетки. Цитоплазма оттеснена к периферии клетки и представляет собой тонкий слой около 3—4 мкм толщиной. В цитоплазме присутствуют многочисленные везикулы диаметром 2—3 мкм, которые функционально являются серными гранулами. Кроме того, в цитоплазме присутствуют мембранные включения диаметром около 1 мкм, в которых заключен генетический материал бактерии. Клеточная мембрана снаружи покрыта плотной клеточной стенкой.

## Геном
В отличие от большинства бактерий, у T. magnifica геном располагается не прямо в цитоплазме в составе нуклеоида, а распределен по упомянутым выше мембранным пузырькам. В состав этих везикул также входят рибосомы. Авторы первого описания T. magnifica предложили называть эти мембранные структуры «пепинами» (англ. pepins). Пепины распределены по всей цитоплазме и входят в состав апикальных почек. Компартментализация геномной ДНК и рибосом в составе мембранных структур уникальна для T. magnifica и пока не описана у остальных бактерий.
Подобно многим другим гигантским бактериям, T. magnifica высокополиплоидна. На один миллиметр клетки приходится около 37 тысяч копий генома, а двухсантиментровая клетка содержит приблизительно 738 тысяч копий генома, что делает T. magnifica самой высокополиплоидной из известных бактерий. Геномы разных клеток в составе одной популяции очень близки друг к другу, степень их сходства составляет 99,5 %. Таким образом, популяции T. magnifica, как и многих других гигантских бактерий, генетически гомогенны. Общая длина генома составляет 11,5—12,2 миллиона пар оснований (п. о.) при среднем размере бактериального генома в 4—5 миллионов п. о. В состав генома T. magnifica входит 11788 генов, по этому показателю она обходит некоторых эукариот, таких как дрожжи Saccharomyces cerevisiae и плесневый гриб Aspergillus nidulans.

## Метаболизм
Анализ репертуара генов T. magnifica показал, что эта бактерия является хемолитоавтотрофом и способна к окислению соединений серы и к автотрофной фиксации углерода. В геноме бактерии практически отсутствуют гены, необходимые для диссимиляторного и ассимиляторного восстановления нитрата, поэтому T. magnifica может использовать нитрат только как акцептор электронов в дыхательной цепи. В то же время в геноме T. magnifica было выявлено большое количество генов, связанных с образованием вторичных метаболитов. На долю кластеров генов биосинтеза приходится 25,9 % генома, причем в их число входит много генов, кодирующих нерибосомные пептидсинтазы и поликетидсинтазы. Авторы описания бактерии предположили, что T. magnifica продуцирует вещества с активностью антибиотиков, чем и объясняется отсутствие эпибиотической микробиоты у этой бактерии.

## Жизненный цикл
В геноме T. magnifica отсутствуют многие гены, кодирующие белки, вовлечённые в процесс деления у прокариот, в том числе некоторые полимеразы пептидогликана: FtsA, ZipA, FtsE-FtsX, FtsI, FtsW и другие белки. В то же время бактерия сохранила полный набор генов, необходимых для удлинения клетки. Вероятно, сокращение количества генов, необходимых для деления, вкупе с сохранением генов, вовлеченных в удлинение клетки, лежит в основе появления гигантских клеток T. magnifica.
Жизненный цикл T. magnifica диморфный, причем расселение бактерии происходит в форме апикальных почек, постепенно отделяющихся от концов огромных клеток. Оседая, апикальные почки постепенно превращаются в длинные нитевидные клетки. Таким образом, деление у T. magnifica асимметричное. Из-за асимметричного деления апикальные почки получают только малую долю копий генома.

## История открытия
Примерно в 2012 году Оливье Гросс (Olivier Gros), морской биолог из Университета Антильских островов и Гвианы (который в 2014 году был разделён на Университет Французских Антильских островов и Университет Гвианы) в Пуэнт-а-Питре, наткнулся на странный организм, растущий в виде тонких нитей на поверхности разлагающихся листьев мангровых деревьев вида Rhizophora mangle в местном болоте. Только через 5 лет он и его коллеги пришли к заключению, что их находка представляла собой бактерии. Ещё пять лет ушло на то, чтобы глубоко изучить обнаруженные организмы и доказательно продемонстрировать их сложность. Лишь в 2022 году Жан-Мари Фолланд (Jean-Marie Volland) с коллегами опубликовали более исчерпывающее описание этого биологического вида.